# Sawao Katō
Sawao Katō (加藤澤男 Katō Sawao?, n. 11 octombrie 1946, Niigata, Japonia) este un fost gimnast japonez. Katō ia parte între anii 1968 - 1976 la trei jocuri olimpice la care a obținut 12 medalii, din care 8 medalii de aur, el fiind considerat printre cei mai buni gimnaști de la jocurile olimpice.

## Medalii olimpice
Jocurile Olimpice de vară din 1968 (Mexico City)
- Aur la individual compus
- Aur la echipe
- Aur la sol
- Bronz la inele

Jocurile Olimpice de vară din 1972 (München)
- Aur la individual compus
- Aur la echipe
- Aur la paralele
- Argint la cal cu mânere
- Argint la bară fixă

Jocurile Olimpice de vară din 1976 (Montreal)
- Aur la paralele
- Aur la echipe
- Argint la individual compus